# Pauly Beds
 Pauly Beds, anche noto come  J. Pauly & Sohn è una delle ditte di letti più antica al mondo, e l'unica ad aver prodotto letti per molte generazioni di reali dell'Impero Austro-ungarico.
Nel 1838 Josef Pauly fondò un'azienda a Vienna, nel regno d'Austria, dopo aver ricevuto la licenza per produrre letti e materassi da parte del re Ferdinando I d'Austria. Il nome che diede all'azienda fu J. Pauly & Sohn.
Nel 1878 Pauly divenne un Fornitore di corte imperiale e reale dell'Impero Austro-ungarico. Nella fattispecie, della corte dell'Imperatore Francesco Giuseppe I e di sua moglie l'Imperatrice Elisabetta d'Austria, più comunemente nota come Sissi.
Durante la monarchia dualistica austro-ungarica, un Fornitore di corte imperiale e reale (in tedesco: k. & k Hoflieferant) era un mercante di prodotti o servizi che aveva un permesso speciale datogli dall'impero per poter fornire i propri beni o servizi alle corti di Vienna. Questo permesso dava la possibilità ai fornitori di pubblicizzarsi pubblicamente ed essere esenti dal pagamento delle tasse. Le aziende potevano ambire al titolo solo se offrivano il livello più alto di qualità nel loro settore. Il titolo di Fornitore di corte imperiale e reale era dunque un marchio di qualità, la più alta onorificenza che al tempo fosse possibile ottenere per un'azienda.

## Storia

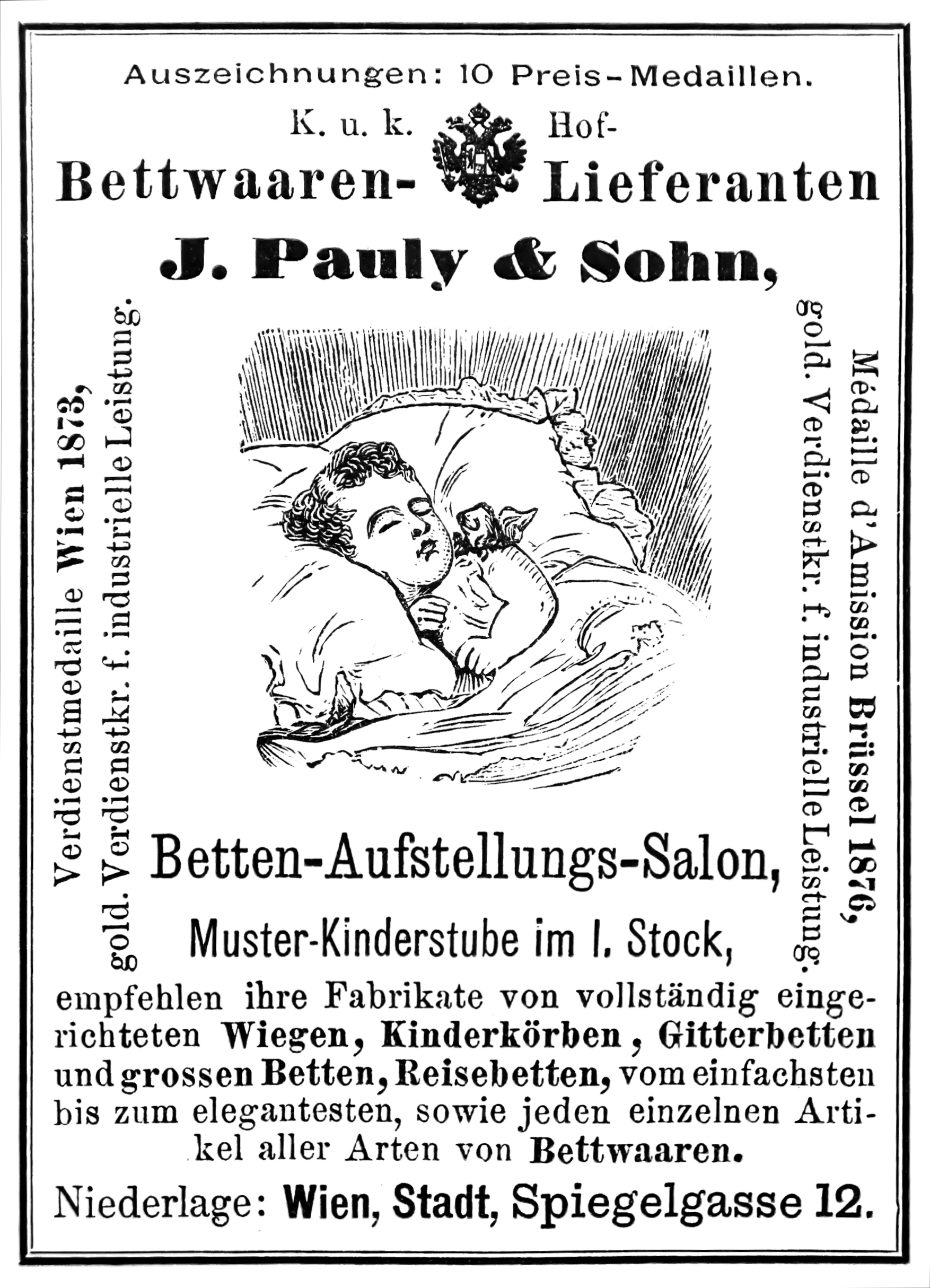
Pubblicità di Pauly Beds del 1891

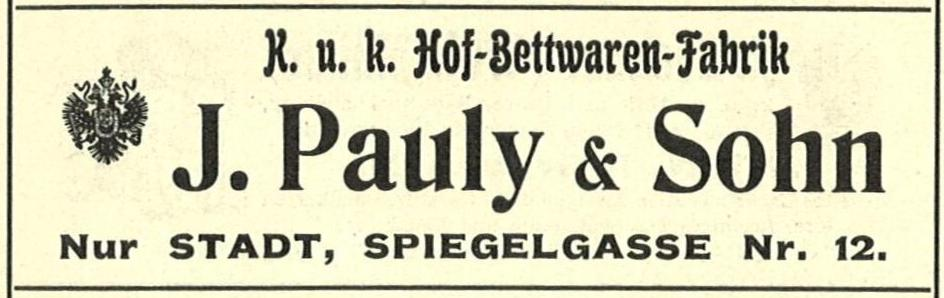
Pauly-Sohn Biancheria da letto reale del 1906

In Austria, la produzione artigianale di letti e materassi è un'industria tradizionale. Nel XVIII secolo c'erano dieci maestri di questa professione. Durante il regno del re Leopoldo I il permesso di esercitare questa professione poteva essere ottenuto tramite privilegi e un ferreo controllo sull'Unione. Gli stessi maestri creavano anche valigie e selle, perché molti materiali costosi usati nella produzione di queste erano gli stessi: peli di coda di cavallo, lana, cotone e pelle. Già a quel tempo l'industria austriaca, e specialmente i letti e i materassi di Vienna, godevano di una reputazione importante, e dunque venivano esportati in Grecia, Turchia e in molti altri paesi del Medio Oriente.
Nel XIX secolo ci fu un aumento nelle richieste dei clienti di avere più prodotti di lusso in questo settore, e per questa ragione durante l'Esposizione Universale del 1873 tenutasi a Vienna, gli imprenditori di questa industria, specialmente quelli locali, ebbero la possibilità di mostrare i propri prodotti ad un pubblico scelto e internazionale. Fu durante questa esposizione che Josef Pauly fu premiato con la prima Croce d'oro per il merito industriale. Una seconda arrivò durante l'Esposizione Universale di Barcellona 1888., lo stesso anno del suo 50º anniversario.
Nel 1891 l'azienda aveva già ricevuto 10 premi, inclusa la Medaglia di “Amission” a Bruxelles nel 1876.
Stando ad un periodico del 1903, J. Pauly & Sohn era considerata come “una delle più antiche e rispettate aziende nel settore letti” visto che, alla data del periodico, erano già passati 31 anni da quando Pauly aveva ottenuto il titolo onorario di Fornitore di corte reale e imperiale, e vendeva con successo e a livello internazionale letti e arredamento.
J. Pauly & Sohn hanno creato inoltre la prima trapunta dell'Austria. Fabbricavano letti e zone relax per spazi interni e esterni della casa: camere da letto, camere da pranzo adornate da specchi, serre e patii. Offrivano arredamenti completi, letti per bambini, culle, letti da viaggio e una vasta gamma di biancheria da letto, testate e prodotti per il riposo. Per i loro materassi e arredamenti usavano materiali come i peli di coda di cavallo (un materiale che diffondeva umidità, usato al tempo per le selle e i sedili delle carrozze), il cotone, la lana, le molle e la seta.
A Josef Pauly è poi succeduto suo figlio, che si chiamava anche lui Josef Pauly. Nel 1900 la famiglia Pauly fabbricava letti già da quattro generazioni. Malgrado ciò, la prima guerra mondiale, la caduta della monarchia nel 1918, la grande depressione e alla fine la seconda guerra mondiale procurarono all'azienda costanti difficoltà. L'ultimo membro della famiglia a capo dell'azienda fu Dorothea Henning, poi essa venne acquistata da un gruppo di investitori.